# OneKind
OneKind, ранее «Защитники животных» (англ. Advocates for Animals) — благотворительная зоозащитная общественная организация, ведущая работу в направлении улучшения жизни животных в Великобритании, Европе и за её пределами. Осуществляет деятельность посредством проведения высокопрофильных публичных кампаний, политического лоббирования, расследований, образовательных программ и исследований. Организация в её нынешнем виде и под известным сейчас названием была создана в 1990 году. Ранее она была известна как Шотландское общество по предупреждению вивисекции (англ. Scottish Society for the Prevention of Vivisection), основанное в 1911 году герцогиней Ниной Дуглас-Гамильтон, супругой 13-го герцога Гамильтона. Нынешние герцогиня и герцог Гамильтон 15-й также участвуют в деятельности организации. Исполнительный директор Фиона Огг.

## Умеренная позиция
OneKind придерживается прагматичного подхода к вопросам благосостояния животных, предпочитая сотрудничество с законодателями и лицами, заинтересованными в экспериментах на животных. Они противопоставляют благотворительность крайним формам протеста и публично дистанцируется от актов насилия со стороны экстремистов движения за права животных. Организация следует своей генеральной линии: «HumanKind. AnimalKind. OneKind», полагая, что объединение, а не противостояние приводит к прогрессу.
OneKind — одна из нескольких групп, борющихся против вивисекции, внесшая свой вклад в создание Закона, регулирующего обращение с подопытными животными, принятого в 1986 году. Бывший руководитель Ле Уорд охарактеризовал его как «один из лучших законов» в сравнении с законодательством других стран, добавив, что «большинство учёных Великобритании, как не находящиеся под защитой закона 1986 года, окажутся в суде за жестокое обращение с животными». Уорд также работал в Комитете по вопросам экспериментов на животных, функции которого и установлены законом 1986 года.
В 1991 году организация выступила с критикой экспериментов на обезьянах в Великобритании, что привело к нападению на упомянутые в докладе лаборатории с бутылками с зажигательной смесью со стороны экстремально настроенных активистов освобождения животных. В ответ OneKind ограничила тираж следующего доклада 1992 года, призвав редакторов «по своему усмотрению» не конкретизировать лаборатории или учёных.
В 1992 году по результатам теледебатов директора OneKind Ле Уорда и Колина Блэкмора, активного сторонника экспериментов на животных, был сформирован Boyd Group — двусторонний форум для обсуждения вопросов, касающихся экспериментов на животных. Организация утверждает, что такой подход привел к достижению согласия между исследователями и защитниками животных по вопросу запрета тестирования на животных косметической продукции.
Умеренная позиция организации подвергается критике внутри сообщества защитников прав животных. Так Национальное общество против вивисекции назвало Boyd Group «упражнениями в пиаре». Уорд объяснил свою позицию в интервью Nature: «Я хотел бы увидеть полное прекращение экспериментов на животных, но я не настолько глуп, чтобы думать, что это произойдет за одну ночь».
С этого момента Уорд покинул Boyd Group, сочтя ситуацию «патовой», но в 2006 году продолжал настаивать на её полезности, говоря, что это «одно из немногих мест, где умеренные активисты и умеренные исследователи могут сесть и обсудить что-либо».

## Джейн Гудолл
Приматолог Джейн Гудолл была президентом OneKind с 1998 по 2008 год. В мае 2008 года она описала новую секцию для приматов в Эдинбургском зоопарке как «прекрасное сооружение», где обезьянам «вероятно, лучше [чем] в дикой природе, как, например в Будонго, где каждая шестая попадает в проволочную ловушку, или таких странах, как Конго, где шимпанзе, обезьяны и гориллы отстреливаются для употребления в пищу». Что вступает в противоречие с позицией OneKind по плененным животным, которые заявили, что Гудолл «имеет право на собственное мнение, но наша позиция не изменится. Мы выступаем против содержания животных в неволе для развлечений». В июне 2008 года Гудолл подтвердила, что уходит с поста президента организации, сославшись на плотный график и пояснив, что ей «просто не хватает времени на это».